# Вологодська духовна семінарія
Вологодська духовна семінарія — вищий православний духовний навчальний заклад Вологодської єпархії Відомства православного сповідання Російської імперії. В 1730-1918 роках існувала як середній навчальний заклад.
В 1918 році, після захоплення влади більшовиками, була закрита.

## Історія
Бере свій початок від архієрейської школи, яка відкрилася в 1724 році за рішенням єпископа Павла. Однак через рік вона була закрита через брак фінансування. У 1730 році в Вологді єпископом Афанасіем Кондоїді відкрита «Слов'яно-латинська школа» по духовному регламенту Петра I. Пізніше вона була перейменована в духовну семінарію. У документах іменувалася школою і слов'яно-латинської семінарією. Ця школа призначалася для дітей духовенства і готувала майбутніх служителів церкви.
Спочатку семінарія розташовувалася в архієрейському будинку і налічувала 2 вчителя і 26 учнів, а з 1798 року її було переведено в будівлю, що належала спочатку Кирило-Білозерському монастирю і служила для складу солі (з 1472 року); проте духовна семінарія перемістилася сюди тільки у 1810-1813 років.
Першими вчителями були «учень Московської слов'яно-греко-латинської академії Іван Толмачов і студент Київської академії Н. Г. Соколовський». З 1740-х років найздібніших учнів стали посилати в академії для підготовки «до вчительського звання». Вважається, що першим учителем-вологжанином був Іван Ключарев, який закінчив Московську слов'яно-греко-латинську академію у 1751 році і викладав філософію.
У 1808 році молодші чотири класи духовної семінарії були відокремлені в самостійне духовне училище. Бібліотека семінарії вважалася найбільшим книгосховищем Півночі Московії.
У 1918 році, одночасно зі скасуванням монастирів, більшовиками були закриті Вологодська духовна семінарія, духовне училище і єпархіальне жіноче училище.

## Ректори
- Іакинф Карпінський
- Амвросій Рождєствєнський- Вещезеров (1800—1804)
- Феофілакт Ширяєв (1810—1811)
- Гавриїл Розанов (11 вересня 1814—1819)
- Евтіхіан Лєстєв (2 січня 1821—1833)
- Феогност Лебедєв (25 січня 1833—1838)
- Іонафан Руднєв (1860—1864)
- Полієвкт Пясковський (1864—1867)
- Павло Попов (6 лютого 1867—1868)
- Авраамій Летніцький (30 жовтня 1868—1874)
- Петро Лосєв (2 липня 1875 — 5 жовтня 1887)
- Василь Лузін (-1896)
- Арсеній Тимофєєв (1896—1897)
- Агрономов Олександр Іванович (1897 — ?)
- Малиновський, Микола Платонович (15 червня 1906 — 19 жовтня 1916)
- Кибардин, Микола Матвійович (19 жовтня 1916 —?)